# Жорж Леконт
Жорж Леконт (фр. Georges Lecomte; 9 липня 1867 — 27 серпня 1958) — французький прозаїк і драматург, автор есе на літературні, історичні та мистецькі теми. Член Французької академії.

## Біографія
Леконт народився 9 липня 1867 року в Маконі, департамент Сона і Луара.
Спершу працював журналістом, з 1885 року редагував журнал «La Cravache», орган французьких символістів і парнасців, де друкувалися Поль Верлен, Анрі де Реньє, Поль Адан та ін.
Більшість творів Леконта позначені стилістикою символізму: «Міражі» (Mirages, 1893), «Золотий телець» (Le Veau d'or, 1903) та ін. Йому ж належать біографії Клемансо («Clémanceau», 1918) та Тьєра («Thiers»), 1933)
1924 року був обраний до Французької академії, а з 1946 року її пожиттєвим секретарем. Він також був директором вищої школи мистецтва і поліграфічної промисловості «Школа Етьєна». Помер у Парижі.

## Твори

### П'єси
- La Meule, 4 acts, Paris, Théâtre-Libre, 26 February 1891
- Mirages, 5 acts, Paris, Théâtre-Libre, 6 March 1893

### Романи
- Les Valets, contemporary novel (1898)
- La Suzeraine (1898)
- La Maison en fleurs (1900)
- Les Cartons verts, contemporary novel (1901)
- Le Veau d'or (1903)
- Les Hannetons de Paris (1905)
- L'Espoir (1908)
- Bouffonneries dans la tempête (1921)
- La Lumière retrouvée (1923)
- Le Mort saisit le vif (1925)
- Le Jeune Maître (1929)
- Les Forces d'amour (1931)
- Je n'ai menti qu'à moi-même (1932)
- La Rançon (1941)
- Servitude amoureuse (1949)
- Le Goinfre vaniteux, comic=satirical novel (1951)

### Інше
- L'Art impressioniste d'après la collection privée de M. Durand-Ruel (1892)
- Espagne (1896)
- Les Allemands chez eux (1910)
- Les Lettres au service de la patrie (1917)
- Pour celles qui pleurent, pour ceux qui souffrent (1917)
- Clemenceau (1918)
- Au chant de la Marseillaise. Danton et Robespierre. L'Ouragan de la Marseillaise. Marceau et Kléber (1919)
- Louis Charlot (1925)
- La Vie amoureuse de Danton (1927)
- La Vie héroïque et glorieuse de Carpeaux (1928)
- Les Prouesses du Bailli de Suffren (1929)
- Le Gouvernement de M. Thiers (1930)
- Thiers (1933)
- Steinlen. Chats et autres Bêtes. Dessins inédits. Texte de Georges Lecomte (1933)
- Gloire de l'Île-de-France (1934)
- Ma traversée (1949)